# Peter Demant
Peter Demant (em russo - Петр Зигмундович Демант) (pseudônimo literário - Vernon Kress (em russo - Вернон Кресс) (22 de agosto de 1918, Innsbruck, Áustria - 11 de dezembro de 2006, Moscou, Rússia) foi um escritor russo e figura pública .

## Família
Peter Demant nasceu em uma família judia assimilada.   Sua mãe, Paula Schweizer-Demant (1896-1941) em sua juventude era amiga íntima de um famoso escritor Peter Altenberg .  Peter Altenberg dedicou dois livros a ela: "Nachfechsung" (1916) e "Vita ipsa" (1917).     No entanto, em 1917 ela se casou com um médico e um oficial militar de carreira do exército austro-húngaro, Zigmund Demant (1887-1942), e mudou-se para Innsbruck, Áustria, e mais tarde para Natters . Zigmund Demant nasceu em Ternopil na família de um advogado local, Moritz Demant, que se mudou para Czernowitz por volta de 1898[ligação inativa], e estava trabalhando lá como consultor financeiro ( Oberrechnungsrat[ligação inativa] ). Zigmund Demant estava estudando em Czernowitz, Bucovina (atualmente Ucrânia,  e na universidade de Viena desde 1914. Ele apareceu em um romance "Radetzky March" por Joseph Roth (1932).    Sua irmã, Charlotte Eisler -Demant (1894-1970) foi casada com um compositor Hanns Eisler . A família Demant  levava estilo de vida boêmio . Sua amiga íntima era a bailarina Grete Wiesenthal .  Em 1919 se estabeleceram em Czernowitz, até então na Grande Romênia.

## Biografia
Peter Demant passou sua infância e juventude em Czernowitz . Ele estudou em uma escola secundária alemã, depois nas universidades de Brno, na Tchecoslováquia, e Aachen, na Alemanha. Em 1939, quando a Bucovina do Norte se tornou parte da União Soviética, trabalhou no museu local de História Natural.
Em 13 de junho de 1941 foi preso pelo NKVD e em 18 de junho foi exilado para a Sibéria   junto com sua família, que faleceu no caminho: mãe Paula e o segundo marido de sua mãe Arthur. Mais tarde, durante a ocupação alemã, seu pai, Dr. Siegmund Demant, sua nova esposa, Gisela, e uma filha pequena, Gerda, também morreram em um campo de concentração nazista na Transnístria .     No caminho para a Sibéria, Peter Demant escapou, mas foi pego 5 meses depois, acusado de espionagem para a Áustria, e condenado a 10 anos em um campo de trabalhos forçados, além de mais 5 anos de exílio.
Apesar de ter sido libertado em 1953 com anistia, a KGB obrigou-o a trabalhar como carregador no porto de Magadan, nas proximidades da península siberiana de Kamchatka, por 23 anos. Peter possuía dois diplomas universitários, conhecia vários idiomas e possuía habilidades técnicas que eram escassas na época naquela região, mas a KGB não levou esses fatos em consideração em sua decisão. Enquanto estava na Sibéria, Peter manteve um Posta-restante
e estava em contato com sua irmã Erni-Zita Rauchwerger em Israel e com muitos de seus amigos que lhe forneceram os últimos livros, discos musicais e notícias do mundo e da família. Eventualmente, Peter foi autorizado a retornar à parte européia da União Soviética, à região da Crimeia .
Peter então se casou com Irina Vechnaya e, portanto, pôde deixar a Crimeia e mudou-se Moscou, onde sua esposa residia. Todas as acusações contra ele foram retiradas em 1991, e ele pôde viajar para o exterior. Ele viajou por todo o mundo – Extremo Oriente, África, Oriente Médio, ele visitou repetidamente membros sobreviventes de sua família – sua irmã Erni-Zita em Ramat Gan, Israel, e sua sobrinha – a filha de Erni, Dr. Tamar Erika Ben-Ami, nos Estados Unidos.
Peter Demant foi nomeado membro honorário do  “Memorial” da sociedade russa, dedicada a registrar e divulgar o passado totalitário da União Soviética e os abusos dos direitos humanos.

## Obras literárias
- "Espelho da tia Sarah" ("Зеркало тети Сары"), um romance
- "Ouro de Montana" ("Золото Монтаны"), um romance
- “In Passing” (“Мимоходом”), um livro de memórias
- "Minha Primeira Vida" ("Моя первая жизнь"), um livro de memórias
- "Meus três navios a vapor" ("Мои три парохода"), um livro de memórias
- "Zekameron do século 20" ("Зекамерон XX века"), um livro de memórias
- Coleções de contos e ensaios: "Ídolo" ("Идол"), "Carreira de Terekhov" ("Карьера Терехова"), "Milagres siberianos" ("Сибирские миражи")